# 1re étape du Tour de France 2016
Pour un article plus général, voir Tour de France 2016.
La 1re étape du Tour de France 2016 se déroule le samedi 2 juillet 2016 entre le Mont-Saint-Michel et Utah Beach - Sainte-Marie-du-Mont sur une distance de 188 kilomètres.
Elle est remportée au sprint par le Britannique Mark Cavendish de l'équipe Dimension Data. Il devance l'Allemand Marcel Kittel (Etixx-Quick Step) et le Slovaque Peter Sagan (Tinkoff). Cette 27e victoire sur un Tour de France lui permet d'endosser le premier maillot jaune de sa carrière.

## Parcours
Les deux premières étapes de ce Tour sont disputées entièrement dans le département de la Manche. Le « grand départ » est donnée au mont Saint-Michel mais l'édition 2016 suscite le scepticisme des riverains, défenseurs du patrimoine et commerçants qui se montrent très réservés quant aux retombées économiques locales. Le parcours longe ensuite la côte vers l'est, jusqu'à Pontaubault, puis vers le nord, jusqu'à Lessay. Le peloton se dirige ensuite vers la côte est du département, qu'il rejoint à Quinéville. Après un retour à l'intérieur des terres pour passer à Sainte-Mère-Église, l'étape se termine à Utah Beach, sur la commune de Sainte-Marie-du-Mont, après 188 kilomètres. Les deux côtes de quatrième catégorie comptant pour le classement du meilleur grimpeur sont en début d'étape : la première à Avranches (km 20,5), la deuxième aux falaises de Champeaux (km 39). Le sprint intermédiaire est disputé à La Haye, au 119e kilomètre.
Le mont Saint-Michel accueille le Tour de France pour la troisième fois, après une arrivée d'étape en ligne en 1990 et un contre-la-montre en 2013. C'est la cinquième fois depuis 2008 que le Tour débute par une étape en ligne et non par un prologue.

## Déroulement de la course
Trois coureurs, Leigh Howard (IAM), Jan Barta et Paul Voss (Bora-Argon 18), s'échappent en début de course. Deux autres, Anthony Delaplace (Fortuneo-Vital Concept), originaire de la Manche, et Alex Howes (Cannondale-Drapac), se lancent ensuite à leur poursuite, et les rejoignent après 40 kilomètre. Entre-temps, Paul Voss est passé en tête aux deux côtes de quatrième catégorie. À moins de 60 kilomètres de l'arrivée, Delaplace et Howes distancent leurs compagnons d'échappée pour poursuivre seuls. Ils sont repris par le peloton à 5 kilomètres de Utah Beach. À l'arrivée, le sprint est remporté par Mark Cavendish (Dimension Data) devant Marcel Kittel (Etixx-Quick Step) et Peter Sagan (Tinkoff). 
C'est la 27e victoire de Cavendish sur un Tour de France. Elle lui permet d'endosser le premier maillot jaune de sa carrière. Il revêt également le maillot vert. Le maillot à pois revient à Pau Voss, le maillot blanc à Edward Theuns (Trek-Segafredo), cinquième de l'étape.
Une chute à l'approche du sprint intermédiaire a notamment envoyé au sol Alberto Contador, lui causant une plaie à l'épaule droite.
Le meilleur Français est Christophe Laporte se classant sixième.
Anthony Delaplace (Fortuneo-Vital Concept) a été désigné le plus combatif du jour.

## Résultats

### Classement de l'étape
| \| Classement de l'étape \| Classement de l'étape \| Classement de l'étape \| Classement de l'étape \| Classement de l'étape \| \| Coureur \| Coureur \| Pays \| Équipe \| Temps \| \| --------------------- \| --------------------- \| --------------------- \| -------------------------- \| --------------------- \| \| 1er \| Mark Cavendish \| Royaume-Uni \| Dimension Data \| 4 h 14 min 05 s \| \| 2e \| Marcel Kittel \| Allemagne \| Etixx-Quick Step \| + 0 s \| \| 3e \| Peter Sagan \| Slovaquie \| Tinkoff \| + 0 s \| \| 4e \| André Greipel \| Allemagne \| Lotto-Soudal \| + 0 s \| \| 5e \| Edward Theuns \| Belgique \| Trek-Segafredo \| + 0 s \| \| 6e \| Christophe Laporte \| France \| Cofidis, Solutions Crédits \| + 0 s \| \| 7e \| Bryan Coquard \| France \| Direct Énergie \| + 0 s \| \| 8e \| Alexander Kristoff \| Norvège \| Katusha \| + 0 s \| \| 9e \| Daniel McLay \| Royaume-Uni \| Fortuneo-Vital Concept \| + 0 s \| \| 10e \| Greg Henderson \| Nouvelle-Zélande \| Lotto-Soudal \| + 3 s \| |                    |                  |                            |                 |
| |                    |                  |                            |                 |
| Source : ProCyclingStats |                    |                  |                            |                 |
| Classement de l'étape |                    |                  |                            |                 |
| Coureur | Coureur            | Pays             | Équipe                     | Temps           |
| 1er | Mark Cavendish     | Royaume-Uni      | Dimension Data             | 4 h 14 min 05 s |
| 2e | Marcel Kittel      | Allemagne        | Etixx-Quick Step           | + 0 s           |
| 3e | Peter Sagan        | Slovaquie        | Tinkoff                    | + 0 s           |
| 4e | André Greipel      | Allemagne        | Lotto-Soudal               | + 0 s           |
| 5e | Edward Theuns      | Belgique         | Trek-Segafredo             | + 0 s           |
| 6e | Christophe Laporte | France           | Cofidis, Solutions Crédits | + 0 s           |
| 7e | Bryan Coquard      | France           | Direct Énergie             | + 0 s           |
| 8e | Alexander Kristoff | Norvège          | Katusha                    | + 0 s           |
| 9e | Daniel McLay       | Royaume-Uni      | Fortuneo-Vital Concept     | + 0 s           |
| 10e | Greg Henderson     | Nouvelle-Zélande | Lotto-Soudal               | + 3 s           |

### Points attribués
| Sprint intermédiaire - La Haye (km 118,5) | Sprint intermédiaire - La Haye (km 118,5) | Sprint intermédiaire - La Haye (km 118,5) | Sprint intermédiaire - La Haye (km 118,5) | Sprint intermédiaire - La Haye (km 118,5) |
| ----------------------------------------- | ----------------------------------------- | ----------------------------------------- | ----------------------------------------- | ----------------------------------------- |
|                                           | Coureur                                   | Pays                                      | Équipe                                    | Point(s)                                  |
| 1er                                       | Leigh Howard                              | Australie                                 | IAM                                       | 20                                        |
| 2e                                        | Jan Bárta                                 | Tchéquie                                  | Bora-Argon 18                             | 17                                        |
| 3e                                        | Alex Howes                                | États-Unis                                | Cannondale-Drapac                         | 15                                        |
| 4e                                        | Anthony Delaplace                         | France                                    | Fortuneo-Vital Concept                    | 13                                        |
| 5e                                        | André Greipel                             | Allemagne                                 | Lotto-Soudal                              | 11                                        |
| 6e                                        | Marcel Kittel                             | Allemagne                                 | Etixx-Quick Step                          | 10                                        |
| 7e                                        | Peter Sagan                               | Slovaquie                                 | Tinkoff                                   | 9                                         |
| 8e                                        | Bryan Coquard                             | France                                    | Direct Énergie                            | 8                                         |
| 9e                                        | Greg Van Avermaet                         | Belgique                                  | BMC Racing                                | 7                                         |
| 10e                                       | Mark Cavendish                            | Royaume-Uni                               | Dimension Data                            | 6                                         |
| 11e                                       | Fabio Sabatini                            | Italie                                    | Etixx-Quick Step                          | 5                                         |
| 12e                                       | Maximiliano Richeze                       | Argentine                                 | Etixx-Quick Step                          | 4                                         |
| 13e                                       | Michael Mørkøv                            | Danemark                                  | Katusha                                   | 3                                         |
| 14e                                       | Alexander Kristoff                        | Norvège                                   | Katusha                                   | 2                                         |
| 15e                                       | Edvald Boasson Hagen                      | Norvège                                   | Dimension Data                            | 1                                         |
| modifier                                  |                                           |                                           |                                           |                                           |

| Arrivée d'étape - Utah Beach (km 188) | Arrivée d'étape - Utah Beach (km 188) | Arrivée d'étape - Utah Beach (km 188) | Arrivée d'étape - Utah Beach (km 188) | Arrivée d'étape - Utah Beach (km 188) |
| ------------------------------------- | ------------------------------------- | ------------------------------------- | ------------------------------------- | ------------------------------------- |
|                                       | Coureur                               | Pays                                  | Équipe                                | Point(s)                              |
| 1er                                   | Mark Cavendish                        | Royaume-Uni                           | Dimension Data                        | 50                                    |
| 2e                                    | Marcel Kittel                         | Allemagne                             | Etixx-Quick Step                      | 30                                    |
| 3e                                    | Peter Sagan                           | Slovaquie                             | Tinkoff                               | 20                                    |
| 4e                                    | André Greipel                         | Allemagne                             | Lotto-Soudal                          | 18                                    |
| 5e                                    | Edward Theuns                         | Belgique                              | Trek-Segafredo                        | 16                                    |
| 6e                                    | Christophe Laporte                    | France                                | Cofidis                               | 14                                    |
| 7e                                    | Bryan Coquard                         | France                                | Direct Énergie                        | 12                                    |
| 8e                                    | Alexander Kristoff                    | Norvège                               | Katusha                               | 10                                    |
| 9e                                    | Daniel McLay                          | Royaume-Uni                           | Fortuneo-Vital Concept                | 8                                     |
| 10e                                   | Gregory Henderson                     | Nouvelle-Zélande                      | Lotto-Soudal                          | 7                                     |
| 11e                                   | Sondre Holst Enger                    | Norvège                               | IAM                                   | 6                                     |
| 12e                                   | Jasper Stuyven                        | Belgique                              | Trek-Segafredo                        | 5                                     |
| 13e                                   | Warren Barguil                        | France                                | Giant-Alpecin                         | 4                                     |
| 14e                                   | Julian Alaphilippe                    | France                                | Etixx-Quick Step                      | 3                                     |
| 15e                                   | John Degenkolb                        | Allemagne                             | Giant-Alpecin                         | 2                                     |
| modifier                              |                                       |                                       |                                       |                                       |

|   | Coureur        | Pays        | Équipe           | Secondes |
| - | -------------- | ----------- | ---------------- | -------- |
| 1 | Mark Cavendish | Royaume-Uni | Dimension Data   | 10 s     |
| 2 | Marcel Kittel  | Allemagne   | Etixx-Quick Step | 6 s      |
| 3 | Peter Sagan    | Slovaquie   | Tinkoff          | 4 s      |

### Cols et côtes
| Côte d'Avranches (km 20,5) - 4e catégorie (1,2 km à 5,7%) | Côte d'Avranches (km 20,5) - 4e catégorie (1,2 km à 5,7%) | Côte d'Avranches (km 20,5) - 4e catégorie (1,2 km à 5,7%) | Côte d'Avranches (km 20,5) - 4e catégorie (1,2 km à 5,7%) | Côte d'Avranches (km 20,5) - 4e catégorie (1,2 km à 5,7%) |
| --------------------------------------------------------- | --------------------------------------------------------- | --------------------------------------------------------- | --------------------------------------------------------- | --------------------------------------------------------- |
|                                                           | Coureur                                                   | Pays                                                      | Équipe                                                    | Point(s)                                                  |
| 1er                                                       | Paul Voss                                                 | Allemagne                                                 | Bora-Argon 18                                             | 1                                                         |
| modifier                                                  |                                                           |                                                           |                                                           |                                                           |

| Côte des falaises de Champeaux (km 39) - 4e catégorie (1,3 km à 4,8%) | Côte des falaises de Champeaux (km 39) - 4e catégorie (1,3 km à 4,8%) | Côte des falaises de Champeaux (km 39) - 4e catégorie (1,3 km à 4,8%) | Côte des falaises de Champeaux (km 39) - 4e catégorie (1,3 km à 4,8%) | Côte des falaises de Champeaux (km 39) - 4e catégorie (1,3 km à 4,8%) |
| --------------------------------------------------------------------- | --------------------------------------------------------------------- | --------------------------------------------------------------------- | --------------------------------------------------------------------- | --------------------------------------------------------------------- |
|                                                                       | Coureur                                                               | Pays                                                                  | Équipe                                                                | Point(s)                                                              |
| 1er                                                                   | Paul Voss                                                             | Allemagne                                                             | Bora-Argon 18                                                         | 1                                                                     |
| modifier                                                              |                                                                       |                                                                       |                                                                       |                                                                       |

## Classements à l'issue de l'étape

### Classement général
| \| Classement général \| Classement général \| Classement général \| Classement général \| Classement général \| \| Coureur \| Coureur \| Pays \| Équipe \| Temps \| \| ------------------ \| ------------------ \| ------------------ \| -------------------------- \| ------------------ \| \| 1er \| Mark Cavendish \| Royaume-Uni \| Dimension Data \| 4 h 13 min 55 s \| \| 2e \| Marcel Kittel \| Allemagne \| Etixx-Quick Step \| + 4 s \| \| 3e \| Peter Sagan \| Slovaquie \| Tinkoff \| + 6 s \| \| 4e \| André Greipel \| Allemagne \| Lotto-Soudal \| + 10 s \| \| 5e \| Edward Theuns \| Belgique \| Trek-Segafredo \| + 10 s \| \| 6e \| Christophe Laporte \| France \| Cofidis, Solutions Crédits \| + 10 s \| \| 7e \| Bryan Coquard \| France \| Direct Énergie \| + 10 s \| \| 8e \| Alexander Kristoff \| Norvège \| Katusha \| + 10 s \| \| 9e \| Daniel McLay \| Royaume-Uni \| Fortuneo-Vital Concept \| + 10 s \| \| 10e \| Greg Henderson \| Nouvelle-Zélande \| Lotto-Soudal \| + 13 s \| |                    |                  |                            |                 |
| |                    |                  |                            |                 |
| Source : ProCyclingStats |                    |                  |                            |                 |
| Classement général |                    |                  |                            |                 |
| Coureur | Coureur            | Pays             | Équipe                     | Temps           |
| 1er | Mark Cavendish     | Royaume-Uni      | Dimension Data             | 4 h 13 min 55 s |
| 2e | Marcel Kittel      | Allemagne        | Etixx-Quick Step           | + 4 s           |
| 3e | Peter Sagan        | Slovaquie        | Tinkoff                    | + 6 s           |
| 4e | André Greipel      | Allemagne        | Lotto-Soudal               | + 10 s          |
| 5e | Edward Theuns      | Belgique         | Trek-Segafredo             | + 10 s          |
| 6e | Christophe Laporte | France           | Cofidis, Solutions Crédits | + 10 s          |
| 7e | Bryan Coquard      | France           | Direct Énergie             | + 10 s          |
| 8e | Alexander Kristoff | Norvège          | Katusha                    | + 10 s          |
| 9e | Daniel McLay       | Royaume-Uni      | Fortuneo-Vital Concept     | + 10 s          |
| 10e | Greg Henderson     | Nouvelle-Zélande | Lotto-Soudal               | + 13 s          |

### Classement par points
| Classement par points | Classement par points | Classement par points | Classement par points | Classement par points |
| --------------------- | --------------------- | --------------------- | --------------------- | --------------------- |
|                       | Coureur               | Pays                  | Équipe                | Point(s)              |
| 1er                   | Mark Cavendish        | Royaume-Uni           | Dimension Data        | 56 points             |
| 2e                    | Marcel Kittel         | Allemagne             | Etixx-Quick Step      | 40 pts                |
| 3e                    | Peter Sagan           | Slovaquie             | Tinkoff               | 29 pts                |
| 4e                    | André Greipel         | Allemagne             | Lotto-Soudal          | 29 pts                |
| 5e                    | Leigh Howard          | Australie             | IAM                   | 20 pts                |
| 6e                    | Bryan Coquard         | France                | Direct Énergie        | 20 pts                |
| 7e                    | Jan Bárta             | Tchéquie              | Bora-Argon 18         | 17 pts                |
| 8e                    | Edward Theuns         | Belgique              | Trek-Segafredo        | 16 pts                |
| 9e                    | Alex Howes            | États-Unis            | Cannondale-Drapac     | 15 pts                |
| 10e                   | Christophe Laporte    | France                | Cofidis               | 14 pts                |
| modifier              |                       |                       |                       |                       |

### Classement du meilleur grimpeur
| Classement du meilleur grimpeur | Classement du meilleur grimpeur | Classement du meilleur grimpeur | Classement du meilleur grimpeur | Classement du meilleur grimpeur |
| ------------------------------- | ------------------------------- | ------------------------------- | ------------------------------- | ------------------------------- |
|                                 | Coureur                         | Pays                            | Équipe                          | Point(s)                        |
| 1er                             | Paul Voss                       | Allemagne                       | Bora-Argon 18                   | 2 points                        |
| modifier                        |                                 |                                 |                                 |                                 |

### Classement du meilleur jeune
| Classement général du meilleur jeune | Classement général du meilleur jeune | Classement général du meilleur jeune | Classement général du meilleur jeune | Classement général du meilleur jeune |
|                                      | Coureur                              | Pays                                 | Équipe                               | Temps                                |
| ------------------------------------ | ------------------------------------ | ------------------------------------ | ------------------------------------ | ------------------------------------ |
| 1er                                  | Edward Theuns                        | Belgique                             | Trek-Segafredo                       | en 4 h 14 min 5 s                    |
| 2e                                   | Christophe Laporte                   | France                               | Cofidis                              | m.t                                  |
| 3e                                   | Bryan Coquard                        | France                               | Direct Énergie                       | m.t                                  |
| 4e                                   | Daniel McLay                         | Royaume-Uni                          | Fortuneo-Vital Concept               | m.t                                  |
| 5e                                   | Sondre Holst Enger                   | Norvège                              | IAM                                  | + 3 s                                |
| modifier                             |                                      |                                      |                                      |                                      |

### Classement par équipes
| Classement par équipes | Classement par équipes | Classement par équipes | Classement par équipes |
|                        | Équipe                 | Pays                   | Temps                  |
| ---------------------- | ---------------------- | ---------------------- | ---------------------- |
| 1re                    | Lotto-Soudal           | Belgique               | en 12 h 42 min 15 s    |
| 2e                     | Trek-Segafredo         | États-Unis             | m.t                    |
| 3e                     | Etixx-Quick Step       | Belgique               | m.t                    |
| 4e                     | Giant-Alpecin          | Allemagne              | m.t                    |
| 5e                     | Tinkoff                | Russie                 | m.t                    |
| modifier               |                        |                        |                        |